# Ouville-la-Bien-Tournée
Ouville-la-Bien-Tournée är en kommun i departementet Calvados i regionen Normandie i norra Frankrike. Kommunen ligger i kantonen Saint-Pierre-sur-Dives som ligger i arrondissementet Lisieux. År 2018 hade Ouville-la-Bien-Tournée 257 invånare.

## Befolkningsutveckling
Antalet invånare i kommunen Ouville-la-Bien-Tournée
Referens:INSEE